# Refugio de Fauna Silvestre de Cuare

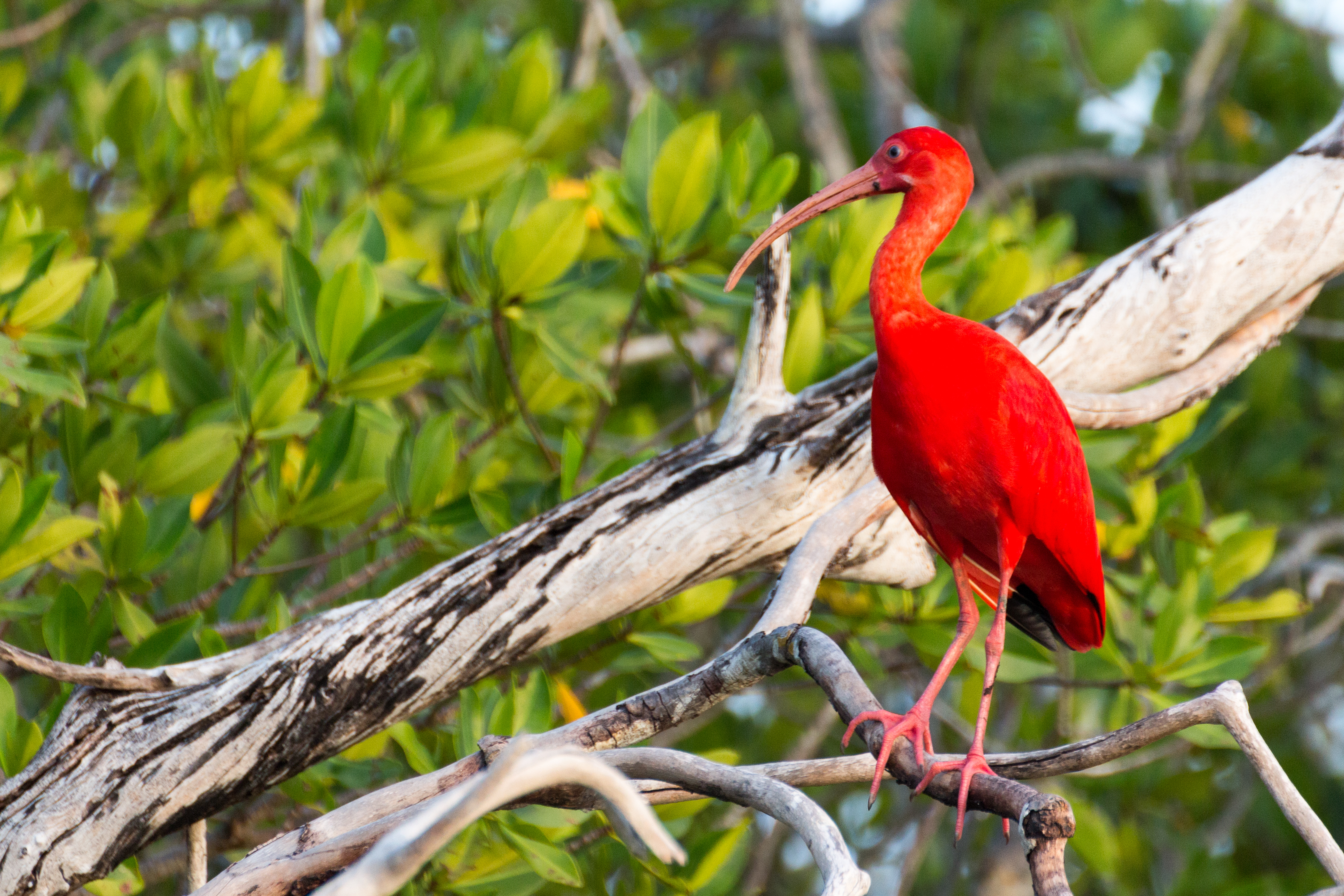

El Refugio de Fauna Silvestre de Cuare se encuentra localizado en la costa oriental del estado Falcón, en jurisdicción de los municipios Monseñor Iturriza, Acosta y Silva, colindando con el parque nacional Morrocoy.
Este  Refugio fue creado el 31 de mayo de 1972, mediante el decreto 991, publicado en  la Gaceta Oficial Nº 29.820 del 2 de junio de g  ingresa a la lista de humedales de importancia internacional de la Convención  Ramsar.
Por esta cercanía,  en este refugio se pueden observar loros y otras aves de ecosistemas  terrestres.
Alberga  cerca de 300 especies de aves, además de gran cantidad de reptiles y mamíferos  en peligro de extinción. Constituye una de las principales zonas de humedales  de Latinoamérica.
Los  manglares crean hábitats propicios para el refugio, alimentación, reproducción  y desarrollo de numerosas especies de invertebrados y peces, varias de ellas de  interés pesquero. Entre las aves más llamativas destacan los flamencos  (Phoenicopterus ruber ruber) y las corocoras rojas (Eudocimus ruber), que  utilizan la ciénagas y algunos cayos, además de muchas especies de garzas y  aves migratorias que aprovechan las áreas temporalmente para descanso y  alimentación estacional. El área es además utilizada por especies en peligro de  extinción, como son el caimán de la costa (Crocodylus acutus) y varias tortugas  marinas entre ellas la de Carey.
- Datos: Q56377387